# Людина в зеленому кімоно (фільм)
«Людина в зеленому кімоно» (рос. «Человек в зеленом кимоно») — радянський художній фільм 1991 року.

## Сюжет
Володар чорного пасу з карате Тамукі-сан повертається до рідного міста, щоб одкрити власну школу карате. Але в місті вже є така школа, котрою опікується місцевий кримінальник Сивий. Несхотівши стати під крило Сивого, Тамукі вирішив встояти за своє право на власну школу за допомогою старих друзів та власної майстерности.

## У ролях
- Нодар Плієв — Тамукі-сан
- Олег Кантемиров — Фелікс
- Ірина Геркалієва — Жанна
- Георгій Татонов — Сивий
- Тимур Азієв — Симон
- Тамерлан Сабанов — Валик

## Деякі подробиці
- На початку й у кінці фільму показано бойові вправи каратистів, що брали участь у фільмі.